# Небло (река)
Небло — река в Мурманской области России. Протекает по территории Кандалакшского района. Впадает в губу Канда Кандалакшского залива Белого моря.
Длина реки составляет 14 км.
Берёт начало на юго-западном склоне горы Небло. Протекает по лесной, местами заболоченной местности. Берега реки покрыты ельником и березником. Порожиста. В 2 км от устья в Небло впадает река Кирко. Населённых пунктов на реке нет. В нижнем течении проходит через озеро Запоповье, соединяющимся протокой с озером Федосеевским.

## Данные водного реестра
По данным государственного водного реестра России относится к Баренцево-Беломорскому бассейновому округу, водохозяйственный участок реки — реки бассейна Белого моря от западной границы бассейна реки Нива до северной границы бассейна реки Кемь, без реки Ковда. Речной бассейн реки — бассейны рек Кольского полуострова и Карелии.
Код объекта в государственном водном реестре — 02020000712102000000106.